# Càrn a’ Choire Bhoidheach
Der Càrn a’ Choire Bhoidheach ist ein als Munro eingestufter, 1109 Meter hoher Berg in Schottland. Sein gälischer Name kann in etwa mit Berg des schönen Kars übersetzt werden. Er liegt in der Council Area Aberdeenshire in den Grampian Mountains etwa 15 Kilometer südwestlich von Ballater und 10 Kilometer südöstlich von Braemar auf dem weitläufigen Hochplateau der White Mounth, dessen höchster Gipfel der nordöstlich benachbarte Lochnagar ist.

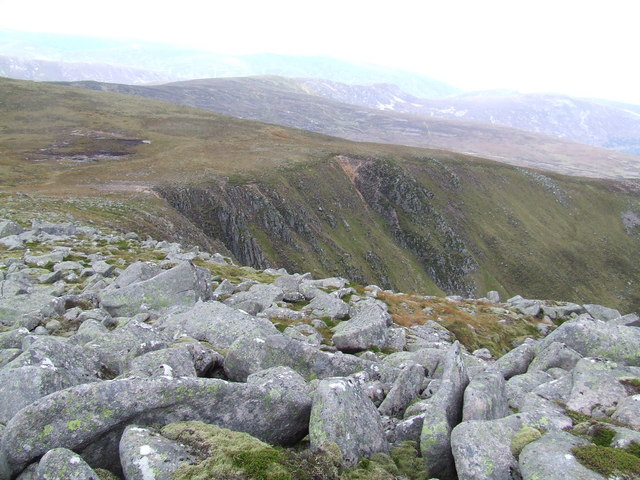
Die Felswände am Vorgipfel The Stuic, nordwestlich des Càrn a’ Choire Bhoidheach

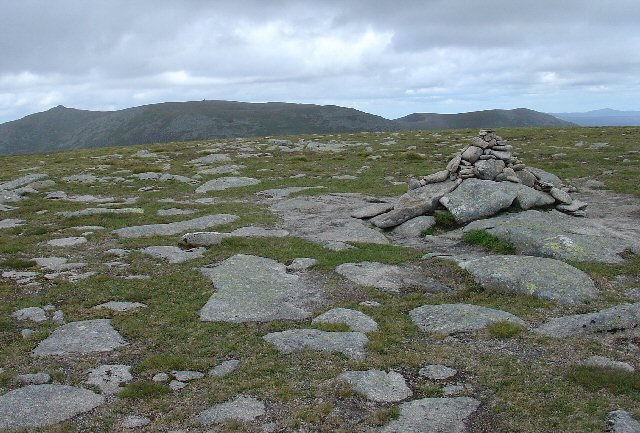
Der Gipfelcairn des Càrn a’ Choire Bhoidheach, Blick nach Südwesten, im Hintergrund der Cairn Bannoch

Auf dem Plateau der White Mounth ist der Càrn a’ Choire Bhoidheach nach dem Lochnagar die zweithöchste Erhebung. Der Gipfel selbst ist lediglich eine vergleichsweise unauffällige flache und breite Kuppe, die nach allen Seiten zunächst sanft abfällt. Ein breiter, durchweg auf über 1000 Meter Höhe liegender Kamm stellt nach Nordosten die Verbindung zum Cac Càrn Beag, dem höchsten Punkt des Lochnagar, her. Ähnlich führt das Plateau nach Westen nur mit geringen Höhenunterschieden zum benachbarten, 1047 Meter hohen Munro Càrn an t-Sagairt Mòr, zwischen beiden liegt mit dem 1044 Meter hohen Càrn an t-Sagairt Beag ein weiterer Gipfel, der aber lediglich als Munro-Top eingestuft ist. Nach Südosten führt ein breiter Grat zum 1068 Meter Höhe aufweisenden Vorgipfel Creag a’ Ghlas-uillt, dort wendet sich der Grat nach Südwesten bis zum 1051 Meter hohen, mit steilen Felswänden zum Dubh Loch abfallenden Eagles Rock. Im Norden fällt der Càrn a’ Choire Bhoidheach etwa 500 Meter nördlich des Gipfelcairns beidseits des als The Stuic bezeichneten, etwa 1090 Meter hohen  Ende des breiten Nordgrats mit bis zu 200 Meter hohen Felswänden zum Coire Lochan nan Eun mit dem gleichnamigen See steil ab.
Aufgrund seiner Lage weit abseits öffentlicher Straßen und Ansiedlungen erfordern alle Touren zum Càrn a’ Choire Bhoidheach lange Zustiege. Viele Munro-Bagger kombinieren seine Besteigung mit einer Tour auf den Lochnagar und weitere der Munros auf den White Mounth. Ein Ausgangspunkt ist die kleine Ansiedlung Spittal of Glenmuick am Ende der Fahrstraße von Ballater am Nordende von Loch Muick. Von dort ist der Càrn a’ Choire Bhoidheach über den Lochnagar zu erreichen, zu dem verschiedene Wege vorhanden sind. Alternativ kann der Gipfel auch entlang der Ufer von Loch Muick und des anschließenden Dubh Loch oder über den südlich davon liegenden Broad Cairn erreicht werden. Weitere, ebenfalls mit langen Märschen verbundene Zustiegsmöglichkeiten bestehen aus Richtung Westen und Nordwesten, mit Startpunkten an der A93 südlich von Braemar bei Auchallater bzw. östlich von Braemar bei Keiloch, die jeweils zur Nordwestseite des Plateaus und weiter zum Gipfel führen.